# Coleophora succursella
Coleophora succursella é uma espécie de mariposa do gênero Coleophora pertencente à família Coleophoridae.